# Trasa Toruńska w Warszawie
Trasa Toruńska – trasa szybkiego ruchu łącząca północne dzielnice prawobrzeżnej Warszawy, stanowiąca fragment ekspresowej obwodnicy Warszawy oraz drogi ekspresowej S8.

## Historia
Budowę rozpoczęto w 1976, według projektu zespołu architektów pod kierunkiem Wiesława Piątkowskiego. Część trasy otwarto w 1981, a ok. 1983 przerwano prace. W trakcie pierwszej części budowy trasy nad Żeraniem zbudowano cztery estakady (dwie do ruchu tranzytowego, dwie do umożliwienia zjazdów i wjazdów na trasę z ul. Modlińskiej i Stalingradzkiej (obecnie ul. Jagiellońska) oraz z ul. Marywilskiej. W związku ze złą jakością wykonania estakady tranzytowe zamknięto w 1982, tuż po wybudowaniu dwóch pozostałych. W związku z możliwością zawalenia się nieużywanych wiaduktów zostały one ostatecznie rozebrane w 2005 r.
Ogółem Trasa składała się z ponad 90 obiektów inżynierskich (mostów, tuneli, wiaduktów, estakad i kładek).  
W 1994 przedłużono istniejący odcinek do Marek, do ówczesnej drogi krajowej nr 18 łączącej Warszawę z Radzyminem (obecnie droga krajowa nr 8) wraz z węzłem. Skrzyżowanie z ul. Łabiszyńską zrealizowano prowizorycznie w postaci jednopoziomowego ronda, a wiadukty przerzucające ruch nad rondem zbudowano dopiero podczas przebudowy trasy rozpoczętej w roku 2009 – wcześniej stały tam niedokończone filary.
W latach 2006–2007 wybudowano węzeł IKEA (inwestorem była spółka IKEA). W roku 2006 użyto elementów z nieistniejącego mostu Syreny do wybudowania w miejscu rozebranych wiaduktów – wiaduktu zastępczego dla jadących w stronę centrum. W 2007 roku rozpoczął się remont estakady i ruch został skierowany na wiadukt zastępczy.
We wrześniu 2009 roku GDDKiA rozpoczęła przebudowę Trasy Toruńskiej od ul. Modlińskiej do Marek do parametrów drogi ekspresowej. 7 czerwca 2012 oddano do użytku jezdnie główne drogi ekspresowej.
Umowa z przedsiębiorstwem Metrostav na przebudowę mostu gen. Stefana Grota-Roweckiego wraz częścią estakad przy ul. Modlińskiej do parametrów drogi ekspresowej została podpisana 18 lipca 2013 roku. Prace rozpoczęły się jesienią 2013 roku, zaś przebudowany fragment trasy został oddany do użytku 21 września 2015 roku.
Pod wiaduktem trasy znajduje się przystanek kolejowy Warszawa Toruńska.

## Nazwa
Nazwa pochodzi od ulicy Toruńskiej na Bródnie, przebiegającej w miejscu obecnej trasy. Głównym elementem trasy jest most gen. Stefana Grota-Roweckiego, początkowo zwany mostem Toruńskim.
Często Trasa Toruńska jest traktowana jako fragment Trasy Armii Krajowej (jej przedłużenie na zachód od Wisły). Bywa też odwrotnie – nazwę „Trasa Toruńska” niektórzy błędnie stosują określając aleję Armii Krajowej.

## Galeria

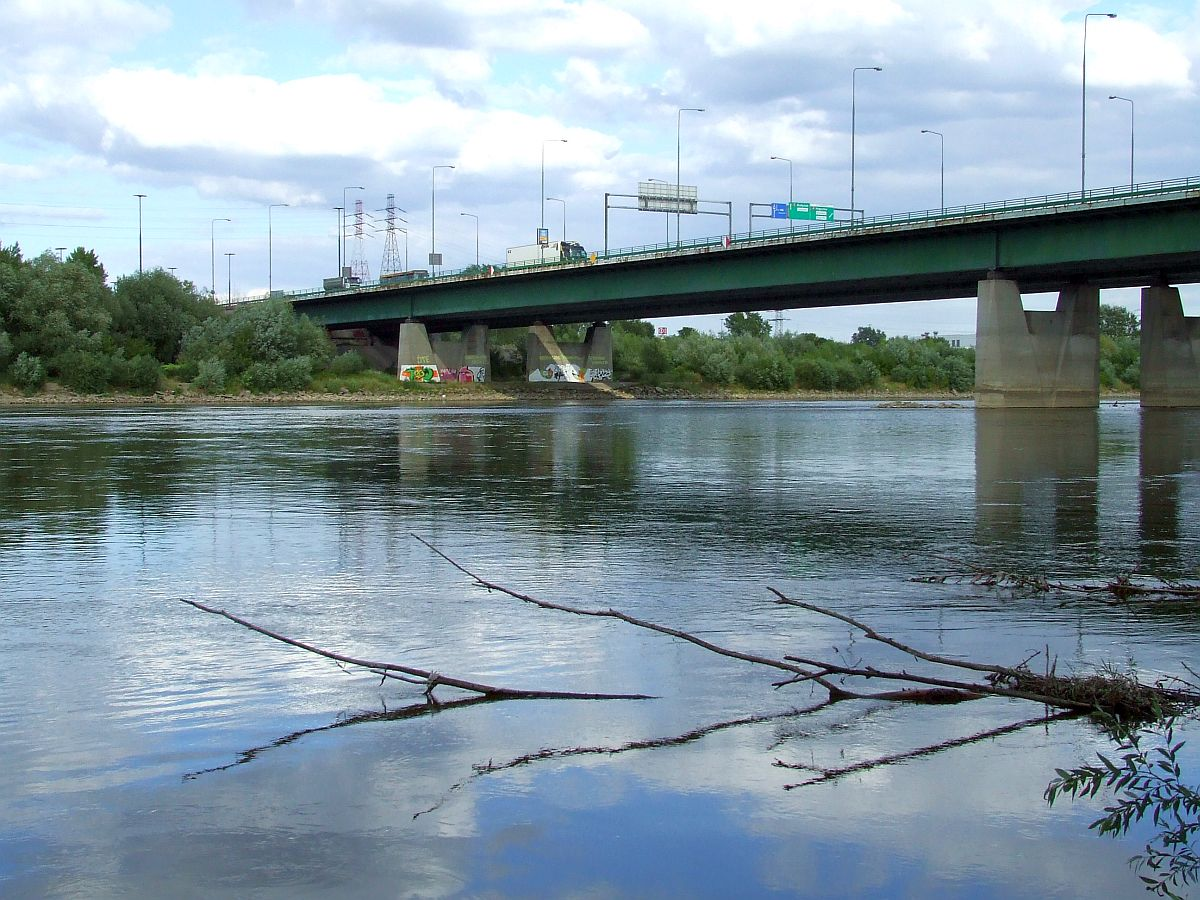
Most Grota-Roweckiego
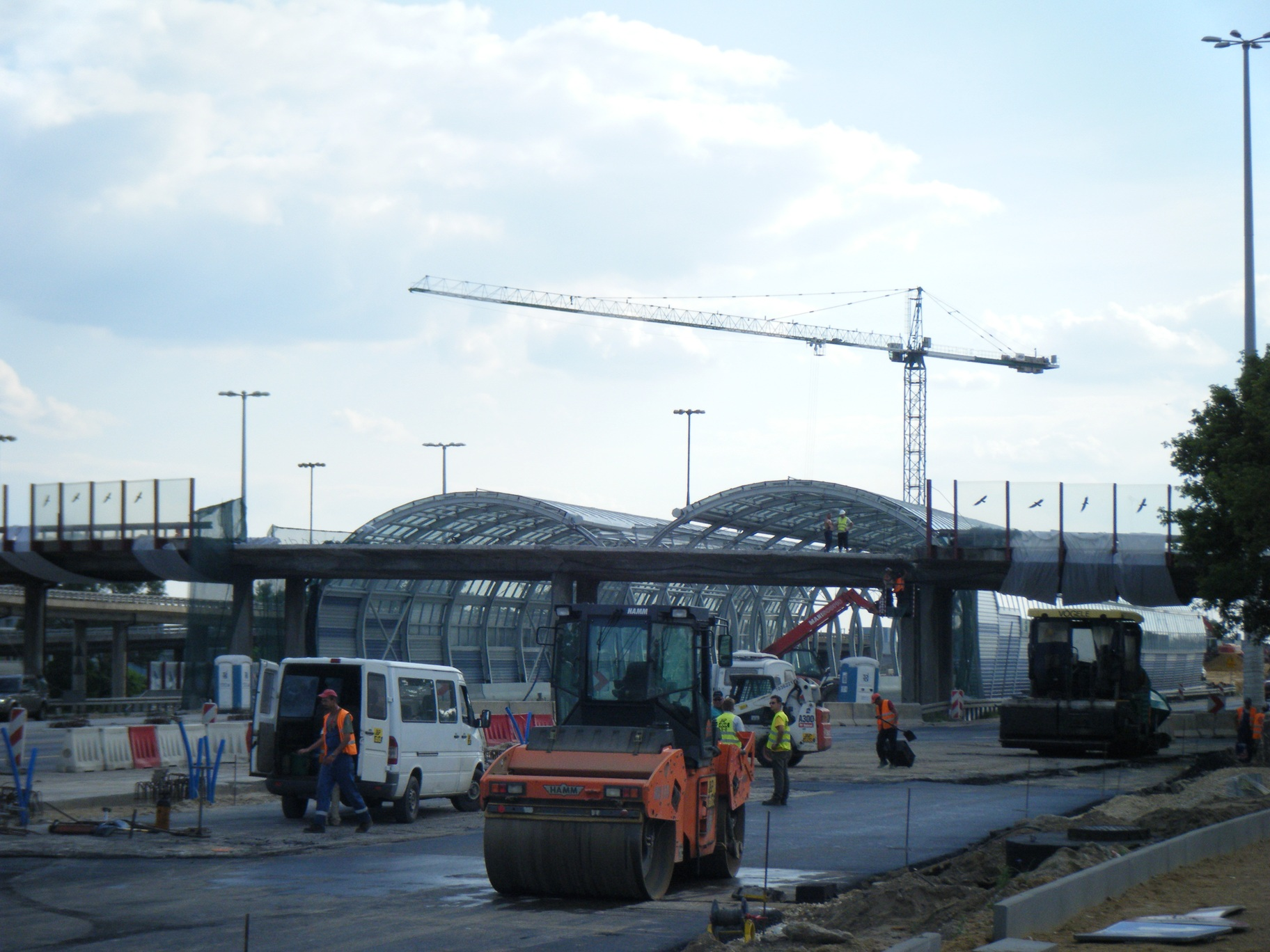
Przebudowa Trasy Toruńskiej
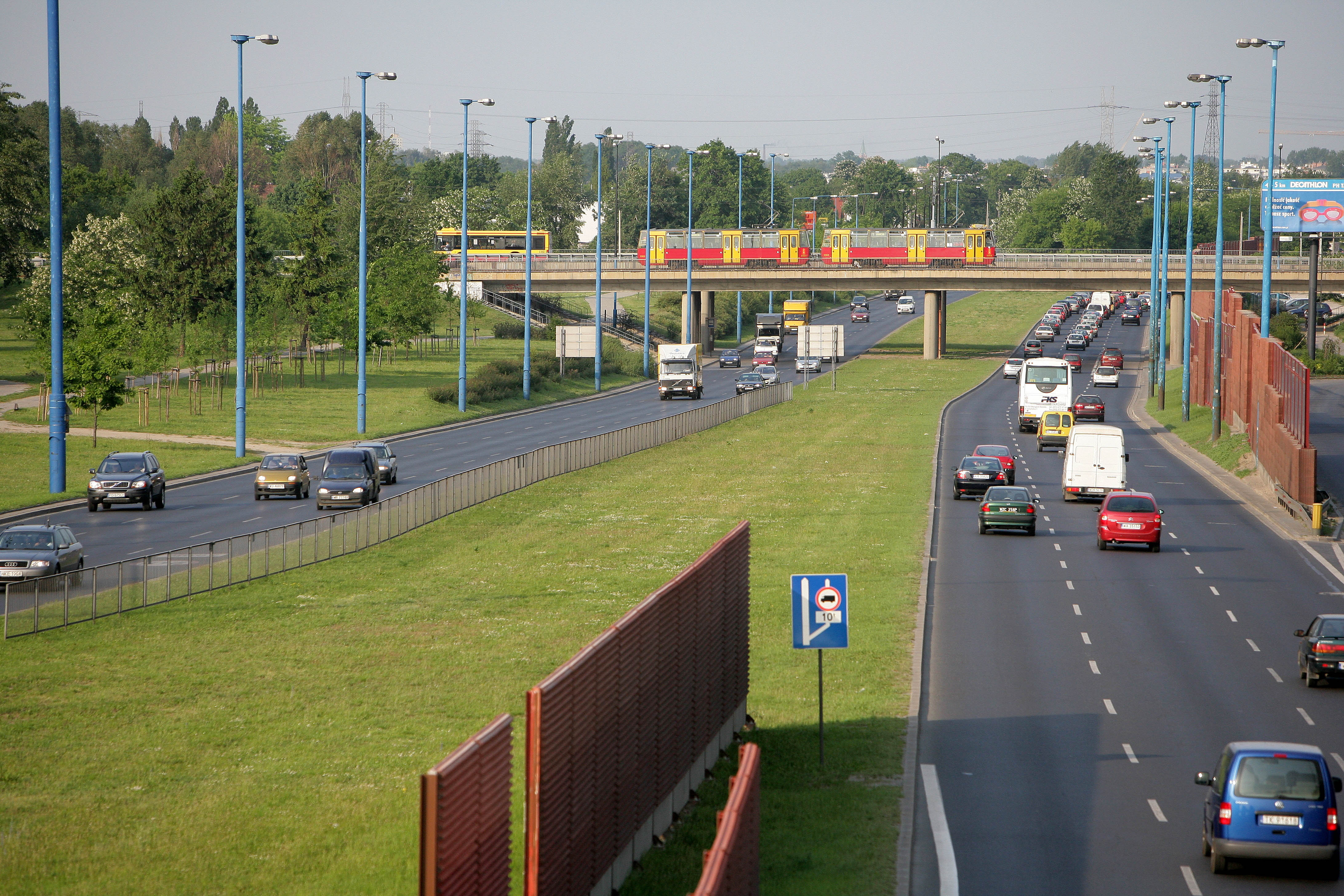
Trasa Toruńska, widok w kierunku Marek (przed rozpoczęciem przebudowy)
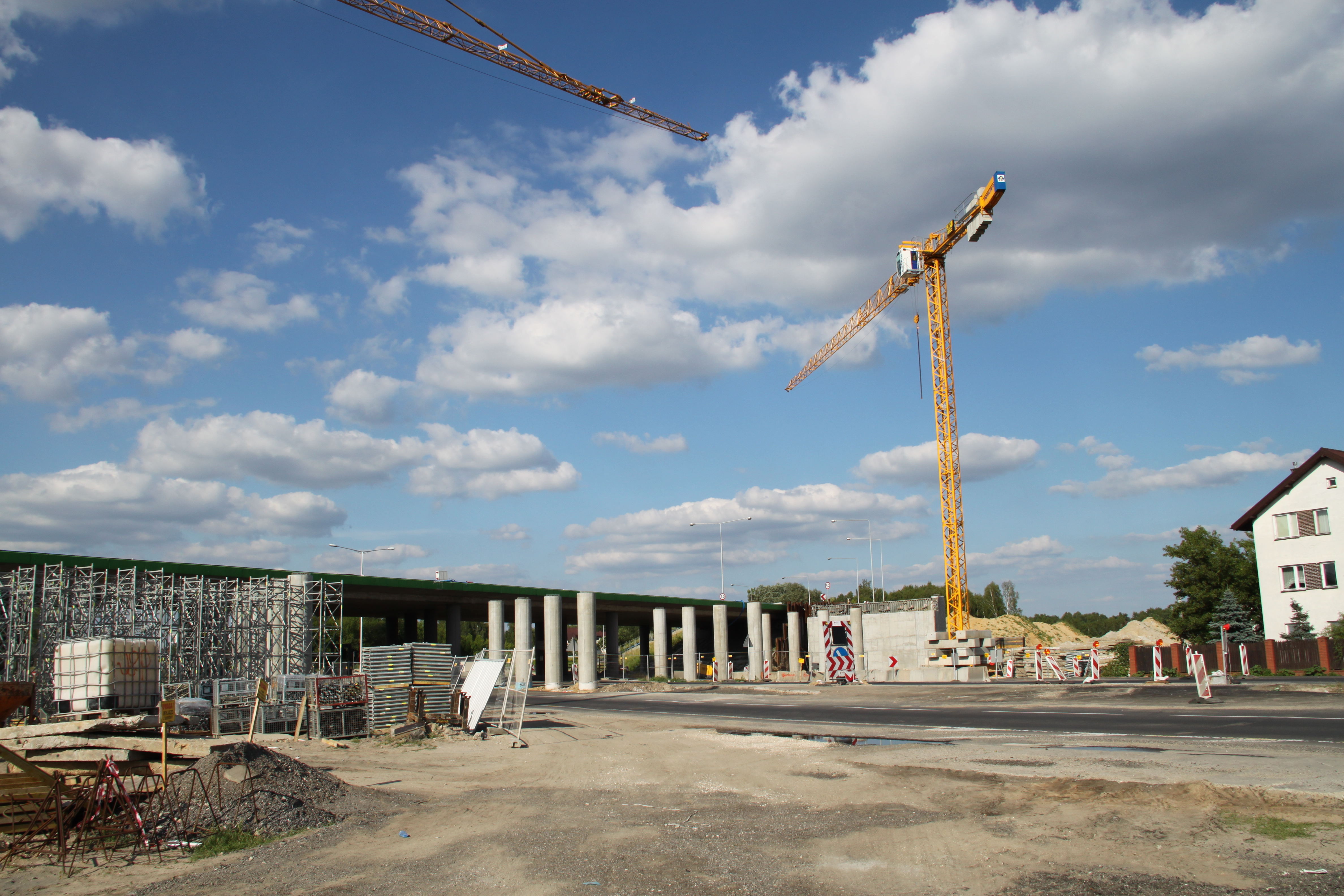
Przebudowa wiaduktu nad DW 629
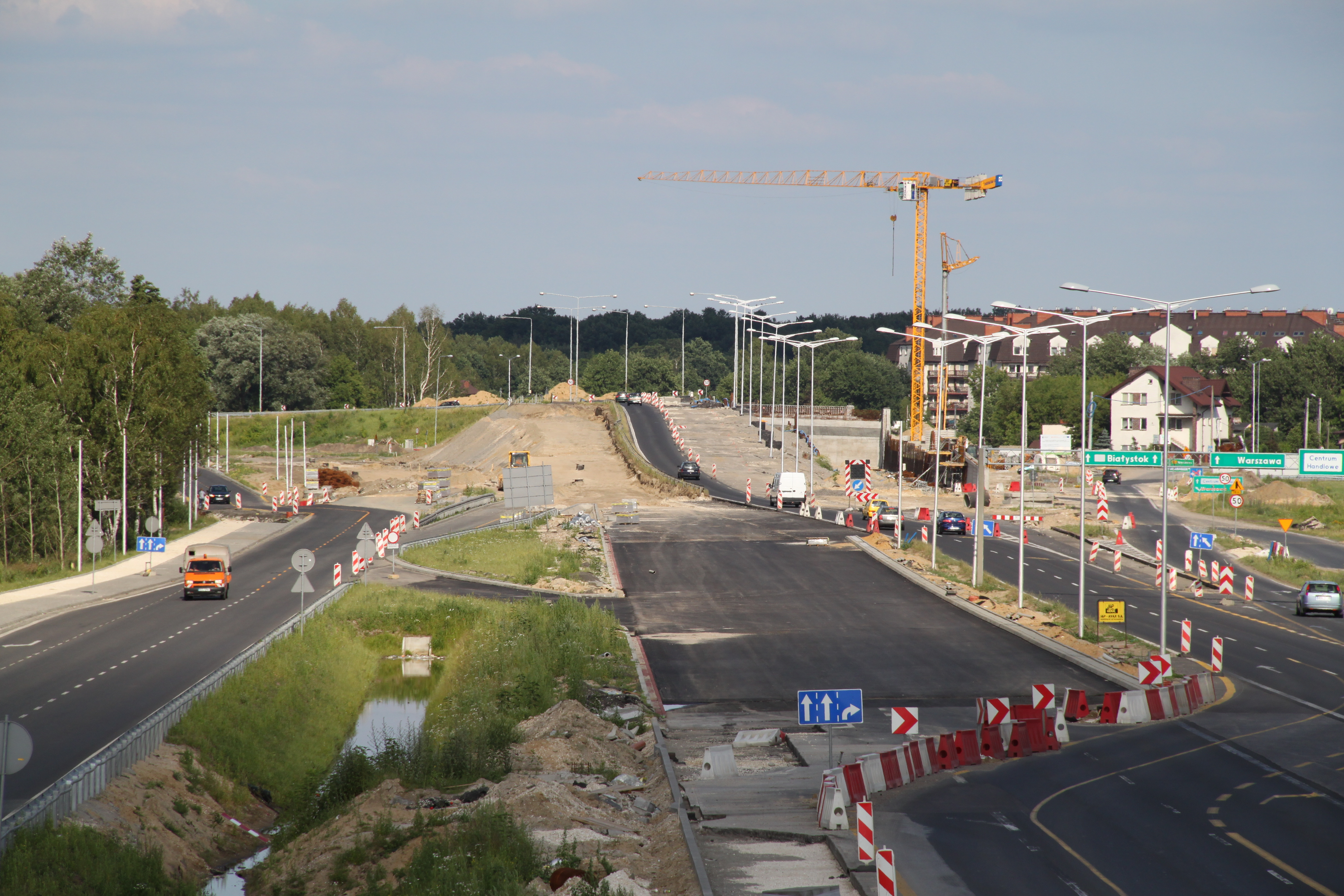
Węzeł Marki w trakcie przebudowy (2011)
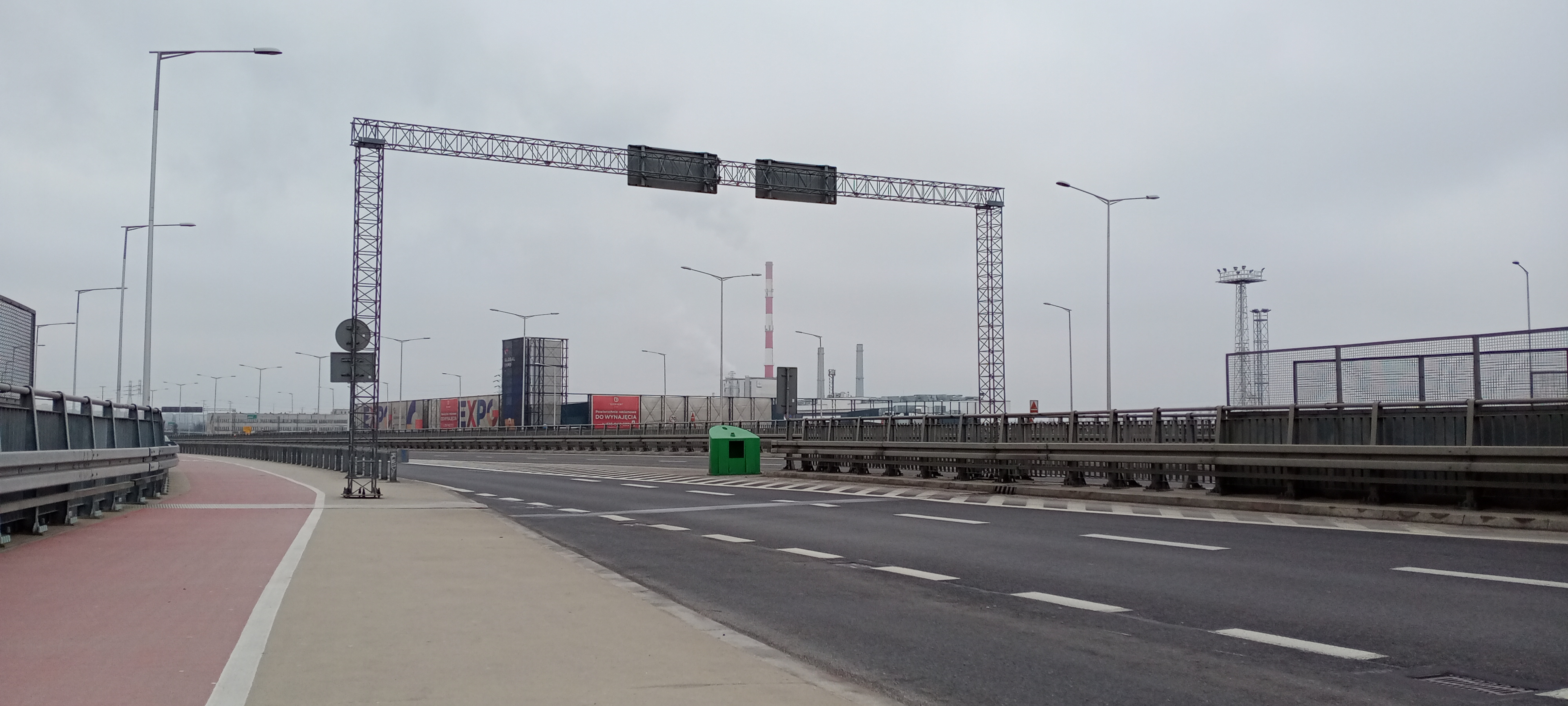
Węzeł Marywilska